# Olivier Nauroy
Pour les articles homonymes, voir Nauroy (homonymie).
Pas d'image ? Cliquez ici

a Compétitions nationales et continentales officielles uniquement.

Dernière mise à jour le 29 juillet 2025.
Olivier Nauroy, né le 14 juillet 1975 à Bayonne, est un ancien joueur français de rugby à XV ayant notamment évolué au poste de deuxième ligne ou troisième ligne centre.

## Biographie
Olivier Nauroy commence sa carrière au Biarritz olympique, avec qui il est champion de France en 2002. Il rejoint la Section paloise en 2004. Peu utilisé à Pau lors de sa seconde saison, il rejoint en 2006 le club de Tarbes en Pro D2. Après une demi saison avec ce club, il rejoint le Lyon OU en 2006, avec qui il joue jusqu'à prendre sa retraite de joueur en 2011. Il arrête donc sa carrière sur un titre de Pro D2.

## Palmarès

### En club
- Vainqueur du Championnat de France en 2002 avec le Biarritz olympique.
- Vainqueur du Championnat de France de 2e division en 2011 avec le Lyon OU.

### En sélection
- International universitaire